# Amenemopet (vizir de Amenófis II)
O egípcio antigo nobre Amenemopet ou Amenemotep, chamado de Pairy (também conhecido como Amenemipet e Pairy) era vizir e governador de Tebas durante o reinado de Amenófis II na décima oitava dinastia. Ele foi enterrado na tumba TT29 (em Sheikh Abd el-Qurna) apesar de ele ter uma tumba (KV48) no Vale dos Reis. 
Seus pais eram Ahmose-Humay (dono da TT224) e Nub. Seu irmão Sennefer foi enterrado próximo na TT96